# Бісюк Іван Юрійович
Іван Юрійович Бісю́к (нар. 3 січня 1962, Малий Рожин, Івано-Франківська область) — український політик, Голова Аграрної партії України, перший заступник Міністра аграрної політики та продовольства України, державний службовець 3-го рангу.Кандидат ветеринарних наук-2013 рік, заслужений працівник сільського господарства України.

## Біографія

### Ранні роки. Освіта
Народився 3 січня 1962 року в с. Малий Рожин Косівського району Івано-Франківської області.
У 1982 році закінчив ветеринарне відділення Кіцманського радгоспу-технікуму Чернівецької області та вступив до Української ордена Трудового Червоного Прапора сільськогосподарської академії на ветеринарний факультет, який закінчив у 1987 році. Після закінчення академії був, як молодий спеціаліст, направлений головним ветеринарним лікарем у радгосп «Совки» Києво-Святошинського району Київської області. У січні 1989 року призначений головним ветеринарним лікарем цього радгоспу.

## Кар'єра
- Протягом двох років (1992–1994) очолював ветеринарну службу Києво-Святошинського району Київської області. У серпні 1994 року призначений директором радгоспу «Шпитьківський» Києво-Святошинського району.
- З жовтня 1996 року по травень 2000 року — начальник управління ветеринарної медицини з державною ветеринарною інспекцією Київської обласної державної адміністрації — головний державний інспектор ветеринарної медицини Київської області.
- З травня 2000 року по березень 2005 року — голова Переяслав-Хмельницької районної державної адміністрації Київської області.
- У 2003 році закінчив Українську Академію державного управління при Президентові України за спеціальністю «Державне управління» та здобув кваліфікацію магістра державного управління.
- З квітня 2005 року до січня 2006 року працював на посаді начальника Головного управління сільського господарства і продовольства (з серпня 2005 року — Головне управління агропромислового розвитку) Київської обласної державної адміністрації.
- З січня 2006 року по березень 2007 року — Голова Державного департаменту ветеринарної медицини — Головний державний інспектор ветеринарної медицини України.
- У березні 2007 року перейшов на роботу до Секретаріату Кабінету Міністрів України на посаду першого заступника начальника Управління координації здійснення аграрної політики.
- У квітні 2008 року призначений директором представництва Milkiland B.V. в Україні.
- З травня по грудень 2010 року — Голова Державного комітету ветеринарної медицини України — Головний державний інспектор ветеринарної медицини України.
- В 2010 році Івана обрано Головою міжурядової Ради зі співпраці в галузі ветеринарії країн СНД та делегатом від України у Всесвітній організації охорони здоров'я тварин (OIE).
- У травні 2011 року обрано Першим віце-президентом Регіональної Комісії МЕБ по Європі.
- Указом Президента України від 23 грудня 2010 року № 1181/2010 Бісюка І. Ю. призначено Головою Державної ветеринарної та фітосанітарної служби України.
- Указом Президента України від 8 червня 2012 року № 382/2012 призначений заступником Міністра аграрної політики та продовольства України — керівником апарату. Указом Президента України від 12 вересня 2012 року № 539/2012 Бісюка І.Ю. призначено першим заступником Міністра аграрної політики та продовольства України.[2]. На цій посаді працював до 2 липня 2014 року [3].

## Політична діяльність
3 липня 2012 року на ІІІ партійному з'їзді був обраний Головою Аграрної партії України.